# Tuatapere
La ville de Tuatapere est une petite localité rurale de la région du Southland située dans l’île du Sud de la Nouvelle-Zélande .

## Situation
Elle est localisée à huit kilomètres de la côte sud.
Le fleuve Waiau s’écoule à travers la ville avant d’atteindre la baie de Te Waewae (en), où il se déverse dans le détroit de Foveaux.

## Activités économiques
Les principales industries locales sont l’exploitation de la forêt et l’agriculture.

## Population
Selon le recensement de recensement de 2006 en Nouvelle-Zélande (en), sa population était de 582 habitants

## Caractéristiques
Tuatapere possède un musée du bois  et qui est située sur la route tpuristique du sud (en) allant de la ville d’Invercargill à celle de Te Anau et Tuatapere constitue une bonne halte pour les touristes.
Le pont suspendu de Clifden (en) et le monument aux morts de Clifden sont situés près de la route State Highway 96 (en) juste en dehors de la ville de Tuatapere .

## Histoire

### Les premiers colons européens
Un groupe de Hongrois s’établit initialement à Tuatapere, mais rapidement furent assimilés culturellement dans la population générale vers le milieu du XXe siècle .

### Chemin de fer
Le 1er octobre 1909, un embranchement de la ligne du chemin de fer venant d’Invercargill fut ouverte jusqu’à Tuatapere et commença à être connue sous le nom de branche de Tuatapere (en).
Le 20 octobre 1925, une extension fut ouverte vers 'Orawia', quelques km au nord-est , mais la ligne continua à être connue sous l’appellation de la branche de Tuatapere et un dépôt de locomotives fut installé dans la ville.
Elle fut utilisée comme base pour la plupart des opérations sur la ligne et la branche continua à fonctionner essentiellement sur deux de ses sections, l’une allant d’Invercargill à Tuatapere et l’autre de Tuatapere à Orawia.
Jusqu’en 1968, des locomotives à vapeur tiraient tous les trains vers Tuatapere, mais en juin 1968, la ligne fut diésélisée, du fait de la fermeture du dépôt de machines de Tuatapere.
Le 1er octobre 1970, un manque de trafic entraîna la fermeture de la ligne sur le tronçon allant vers Tuatapere et elle fut ensuite coupée le 30 juillet 1976 quand la section entre Riverton et Tuatapere ferma elle aussi.
Quelques reliques du chemin de fer ont été préservées à Tuatapere, comprenant les installations dans la zone de la gare comme le vieux bâtiment de la gare et un distributeur de biens alimentaires.

## Tremblement de terre de 2009 dans le Fiordland
Tuatapere fut l’une des installations humaines les plus proches de l’épicentre du tremblement de terre de 2009 (séisme de 2009 à Fiordland de magnitude 7.8 sur l’échelle de Richter, qui survint le 15 juillet 2009, le plus important observé en Nouvelle-Zélande depuis 1931.
Malgré l’énergie énorme du tremblement de terre, les dégâts furent limités et aucun blessé ne fut enregistré du fait de la faible population concernée.